# Comuna Novonatalivka, Ceaplînka
Novonatalivka (în ucraineană Новонаталівка) este o comună în raionul Ceaplînka, regiunea Herson, Ucraina, formată din satele Natalivka și Novonatalivka (reședința).

## Demografie
Componența lingvistică a comunei Novonatalivka
     Ucraineană (83,43%)
     Rusă (4,66%)
     Alte limbi (0,36%)
Conform recensământului din 2001, majoritatea populației comunei Novonatalivka era vorbitoare de ucraineană (83,43%), existând în minoritate și vorbitori de rusă (4,66%).